# Jimmy Carter
Pour les articles homonymes, voir James Carter et Carter.
James Earl Carter, Jr., dit Jimmy Carter [ˈd͡ʒɪmi ˈkɑɹtɚ], né le 1er octobre 1924 à Plains (État de Géorgie) et mort le 29 décembre 2024 dans la même ville, est un homme d'État américain. Membre du Parti démocrate, il est le 39e président des États-Unis de 1977 à 1981.
Fils de fermiers producteurs d'arachide, il est diplômé de l'académie navale d'Annapolis en 1946 et sert dans l'US Navy jusqu'à la mort de son père en 1953. Il démissionne alors de l'armée pour diriger l'exploitation agricole familiale.
Sa carrière politique débute par son élection au Sénat de Géorgie en 1963. Il effectue deux mandats, puis est élu gouverneur de Géorgie en 1970. Malgré une campagne à la tonalité populiste, il met en œuvre des mesures beaucoup plus libérales. Dans un État conservateur et raciste, il mène à bien une politique de déségrégation.
Candidat aux primaires démocrates de 1976 (en) alors qu'il est quasiment inconnu en dehors de son État, il est désigné comme candidat à la présidence. Issu du Sud profond, il choisit le sénateur du Minnesota Walter Mondale comme candidat à la vice-présidence pour équilibrer le ticket et préserver la coalition rooseveltienne. À l'issue d'une élection très serrée, il bat son adversaire, le président sortant républicain, Gerald Ford.
Sa présidence est marquée par la signature de plusieurs accords internationaux (traités sur le canal de Panama, accords de Camp David, traité SALT II sur la limitation des armements stratégiques avec l'Union soviétique) et par l’ouverture de relations diplomatiques avec la république populaire de Chine. En politique intérieure, son administration met en place une politique budgétaire qui vise à maîtriser l'inflation en procédant à une réduction des déficits et des dépenses publiques.
Durant son mandat, sa popularité chute  notamment en raison de ce qui est considérée comme  une faiblesse de sa part dans des crises  de politique étrangère comme celles des otages de l'ambassade américaine à Téhéran et de l'intervention soviétique en Afghanistan, ainsi que du fait des conséquences du deuxième choc pétrolier et des stratégies boursières sacrifiant l'emploi à la rentabilité. Après avoir défait Ted Kennedy aux primaires de son parti (en), il est largement battu par le républicain Ronald Reagan à l'élection présidentielle de 1980.
Si les historiens et politologues le classent  comme un dirigeant peu marquant durant sa présidence, son action dans les décennies suivantes lui vaut une large reconnaissance. Après son départ de la Maison-Blanche, il se pose en médiateur de conflits internationaux, mène des causes caritatives et participe à la surveillance d'élections. En 2002, il reçoit ainsi le prix Nobel de la paix. Diacre baptiste, il fonde la Nouvelle alliance baptiste (en) en 2007. Il est également l'auteur de nombreux ouvrages.
Au moment de sa mort, il est le président américain ayant vécu le plus longtemps (100 ans, 2 mois  et 28 jours) et celui ayant vécu le plus longtemps après la fin de sa présidence (43 ans, 11 mois et 9 jours).

## Situation personnelle

### Naissance et enfance
James Earl Carter Jr. naît le 1er octobre 1924 à Plains, une petite ville de l’État de Géorgie, dans une famille du Vieux Sud installée en Amérique depuis le XVIIe siècle.
Ses parents, Lillian Gordy Carter (1898-1983) et James Earl Carter Sr. (en) (1894-1953), sont fermiers et de fervents chrétiens baptistes. Il a deux sœurs, Gloria Carter Spann (en) (1926-1990) et Ruth Carter Stapleton (en) (1929-1983) ainsi qu'un frère Billy Carter (1937-1988).
C'est également le cousin du politicien Hugh Carter (1920-1999), membre du sénat de Géorgie de 1967 à 1981.
Dès son plus jeune âge, Carter manifeste son attachement profond aux valeurs chrétiennes. Son père, lieutenant dans l'armée américaine au cours de la Première Guerre mondiale, ouvre après-guerre une épicerie puis est élu à la Chambre des représentants de Géorgie en 1953. Il meurt la même année.
Jimmy Carter est le premier président à voir le jour dans un hôpital. Il grandit à proximité de Plains, dans la ville d’Archery. Il est admis à la Georgia Southwestern State University (en) puis au Georgia Institute of Technology et enfin à l'United States Naval Academy où il obtient un Bachelor of Sciences en 1946, l'année de son mariage avec Rosalynn Smith. Carter est un étudiant brillant et termine 59e de sa promotion sur 820 élèves. Jeremiah Denton, héros de la guerre du Viêt Nam et prisonnier de guerre, est l'un de ses camarades de classe à l'académie navale.

### Engagement ministériel

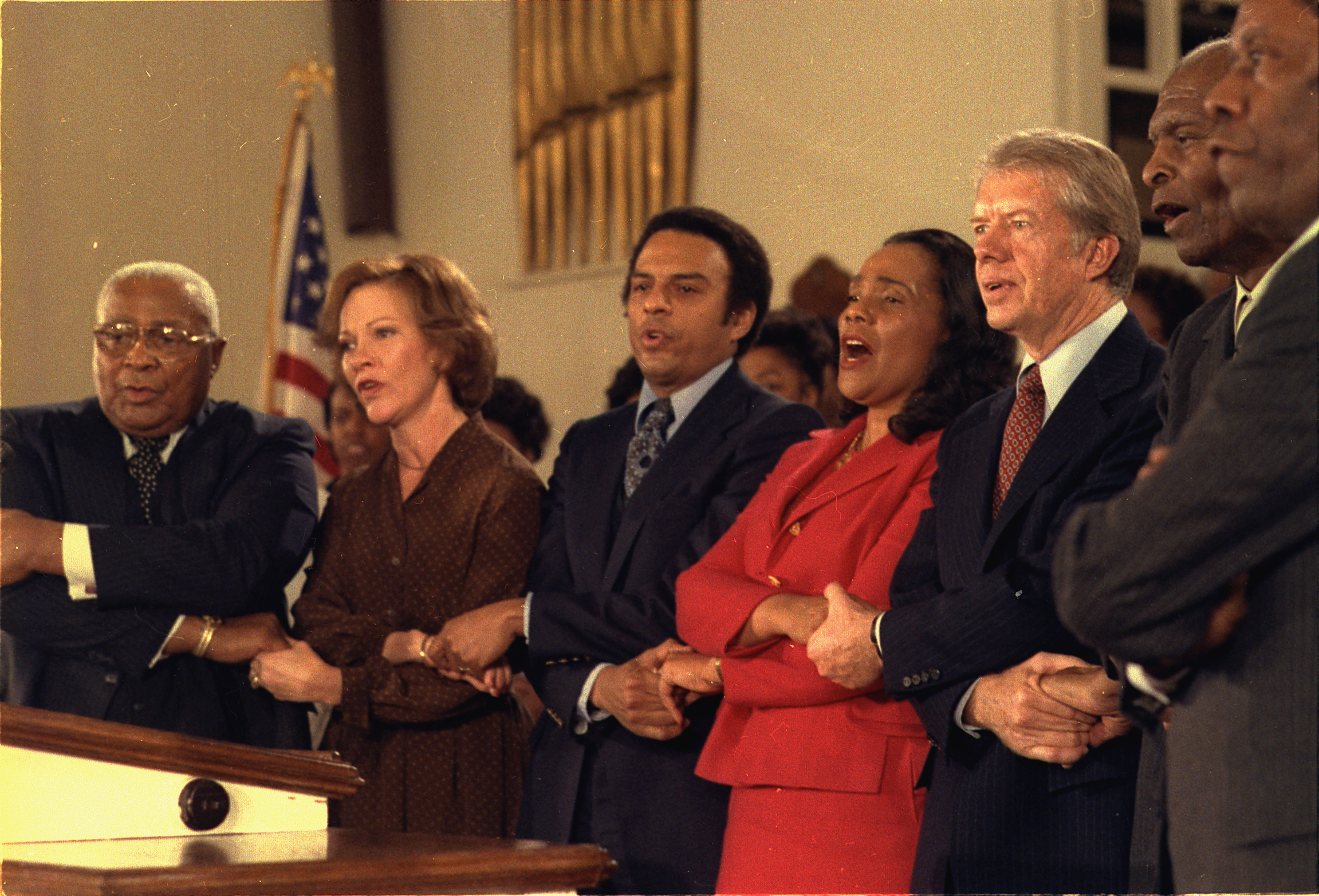
Martin Luther King Sr., Rosalynn Carter, Andrew Young, Coretta Scott King, et le président Jimmy Carter à l'Église baptiste Ebenezer d’Atlanta en 1979.

À l’âge de 18 ans, Jimmy Carter devient diacre à l’Église baptiste Maranatha de Plains (Géorgie), où il enseigne à l’école du dimanche. En 1977, lorsqu’il devient président, il devient membre de la Première église baptiste de Washington, D.C. et enseigne à l’école du dimanche également,. En 2000, Jimmy Carter décide de quitter la Convention baptiste du Sud, dont il était membre depuis 1986, lui reprochant sa « rigidité théologique croissante », tout en restant membre de l’Association baptiste coopérative. En 2007, il fonde la Nouvelle alliance baptiste (en), une organisation pour la justice sociale, dont il est président,.

### Carrière dans la Navy
Jimmy Carter est affecté dans des sous-marins des flottes Atlantique et Pacifique des États-Unis, et il est ensuite choisi par l'amiral Hyman Rickover pour participer au programme de sous-marins nucléaires. Il sert comme ingénieur de l'armement spécialisé dans le système de propulsion nucléaire du sous-marin USS Seawolf. Carter aime la Navy et projette d'y faire carrière ; il a l'ambition de devenir le Chef des opérations navales (Chief of Naval Operations). Il est à ce jour le seul président des États-Unis à avoir servi dans les sous-marins.
Cependant, à la suite de la mort de son père, en 1953, il démissionne de la marine et se lance dans la culture de l'arachide dans sa ville natale de Plains.

### Vie privée et familiale
Jimmy Carter épouse le 7 juillet 1946, à Plains, Rosalynn Smith, née dans la même ville que lui et avec laquelle il a quatre enfants. Leur descendance comprend également huit petits-enfants et deux arrière-petits-fils :
- John William Carter dit Jack Carter (1947-).
  - Jason James Carter (en) (1975-), sénateur de Géorgie (2010-2015)[13].
    - Henry Lewis Carter (2006-)
    - Thomas Clyde Carter (2008-)

  - Sarah Rosemary Carter (1978-).
- James Earl Carter III dit Chip Carter (1950-).
  - James Earl Carter IV (1977-).
  - Margaret Alicia (1987-).
- Jeffrey Donnel Carter (1952-).
  - Joshua Jeffrey (1984-).
  - Jeremy Davis Carter (1987-2015)
  - James Carlton (1991-).
- Amy Lynn Carter (1967-).
  - Hugo James Wentzel (1999-).

La dernière a connu pendant son adolescence les feux des médias car elle vivait avec ses parents à la Maison-Blanche, première enfant à y habiter depuis la famille Kennedy au début des années 1960.
Le 20 décembre 2015, pendant qu'il enseigne dans une Église baptiste, l'ex-politicien annonce la mort d'un de ses petits-fils, Jeremy Carter, âgé de 28 ans. Les causes du décès n'ont pas été dévoilées.
Son épouse Rosalynn meurt le 19 novembre 2023, après plus de 78 ans de vie commune et 77 ans de mariage.
Il est le premier président des États-Unis à devenir centenaire.

## Parcours politique

### Sénateur de Géorgie (1963-1967)
Jimmy Carter commence sa carrière politique en faisant partie de la Commission scolaire de la ville de Plains. En 1963, il est élu pour un mandat de deux ans au Sénat de l'État de Géorgie, renouvelé en 1965. Son cousin vétéran de la Seconde Guerre mondiale Hugh Alton Carter, Sr. lui succède en 1967.

### Gouverneur de Géorgie (1970-1975)
Jimmy Carter fait campagne en 1970 pour le poste de gouverneur et est élu en soutenant le programme électoral de George Wallace. Ses partisans distribuent des photos de son concurrent en compagnie de basketteurs noirs. Il s’engage à renommer au Conseil des Régents de l'État, un homme dont les opinions ségrégationnistes sont connues. Il promet que la première décision qu'il prendrait serait d'inviter l'ancien gouverneur de l'État de l'Alabama à s'exprimer en Géorgie. Les ségrégationnistes purs et durs de tout l'État soutiennent sa candidature au poste de gouverneur.
Néanmoins, une fois élu, Carter déclare dans ses discours que le temps de la ségrégation raciale est révolu, et qu’elle n’a pas de place dans l’avenir de l’État. Il est le premier homme politique, avec autant de responsabilités au sein d'un État du Sud des États-Unis, qui ose tenir de tels propos en public (moins de quinze ans auparavant, ce genre d’opinion aurait pu mettre un terme à la carrière d’un homme politique de cette région comme ce fut le cas pour le maire d'Atlanta Ivan Allen (en), qui déclara devant le Congrès être en faveur du Voting Rights Act). C’est pourquoi sa victoire attire l'attention car elle est considérée comme le signe d'une évolution. Carter est gouverneur de Géorgie de 1971 à 1975.

### Élection présidentielle de 1976

#### Primaires démocrates
Lorsque Jimmy Carter se présente aux primaires présidentielles du Parti démocrate de 1976, les sondages et analystes lui accordent très peu de chances face à d'autres hommes politiques de renommée nationale. Pendant plusieurs mois, il est ainsi crédité de moins de 10 % d'intentions de vote.
Cependant, le scandale du Watergate est encore présent à l’esprit des électeurs et le fait de ne pas appartenir à la classe politique de Washington devient un atout. Carter mène une campagne efficace, se montre éloquent lors des débats : il devance progressivement les autres candidats démocrates (Jerry Brown, George Wallace, Mo Udall, etc.) mais aussi le président républicain sortant, Gerald Ford, dans les enquêtes d'opinion.
Avec 39 % des voix exprimées, Jimmy Carter est désigné candidat démocrate pour l'élection présidentielle. Il choisit Walter Mondale, sénateur du Minnesota, comme candidat à la vice-présidence.

#### Élection générale

Résultats par État de l'élection présidentielle de 1976.

Durant la campagne présidentielle, Jimmy Carter bénéficie du rejet lié à la grâce accordée par le président Ford à Richard Nixon dans le cadre du Watergate, ainsi que des conséquences de la crise économique mondiale. Il fait de la réorganisation de  l'administration fédérale sa priorité.
Mais, donné grand gagnant dans les sondages de début de campagne, Jimmy Carter commet des erreurs stratégiques (promesse d'amnistie des déserteurs de la guerre du Viêt Nam, entretien controversé au magazine Playboy, prestation médiocre lors de son premier débat télévisé face à Ford).
Il remporte finalement l'élection présidentielle avec seulement deux points d'avance sur Gerald Ford et 297 votes des grands électeurs contre 240 au président sortant. Cette élection est la plus serrée depuis celle de 1916.
Jimmy Carter est le premier candidat originaire du Sud profond à être élu président depuis 1848, soit avant la guerre de Sécession.

### Président des États-Unis (1977-1981)

#### Premières mesures

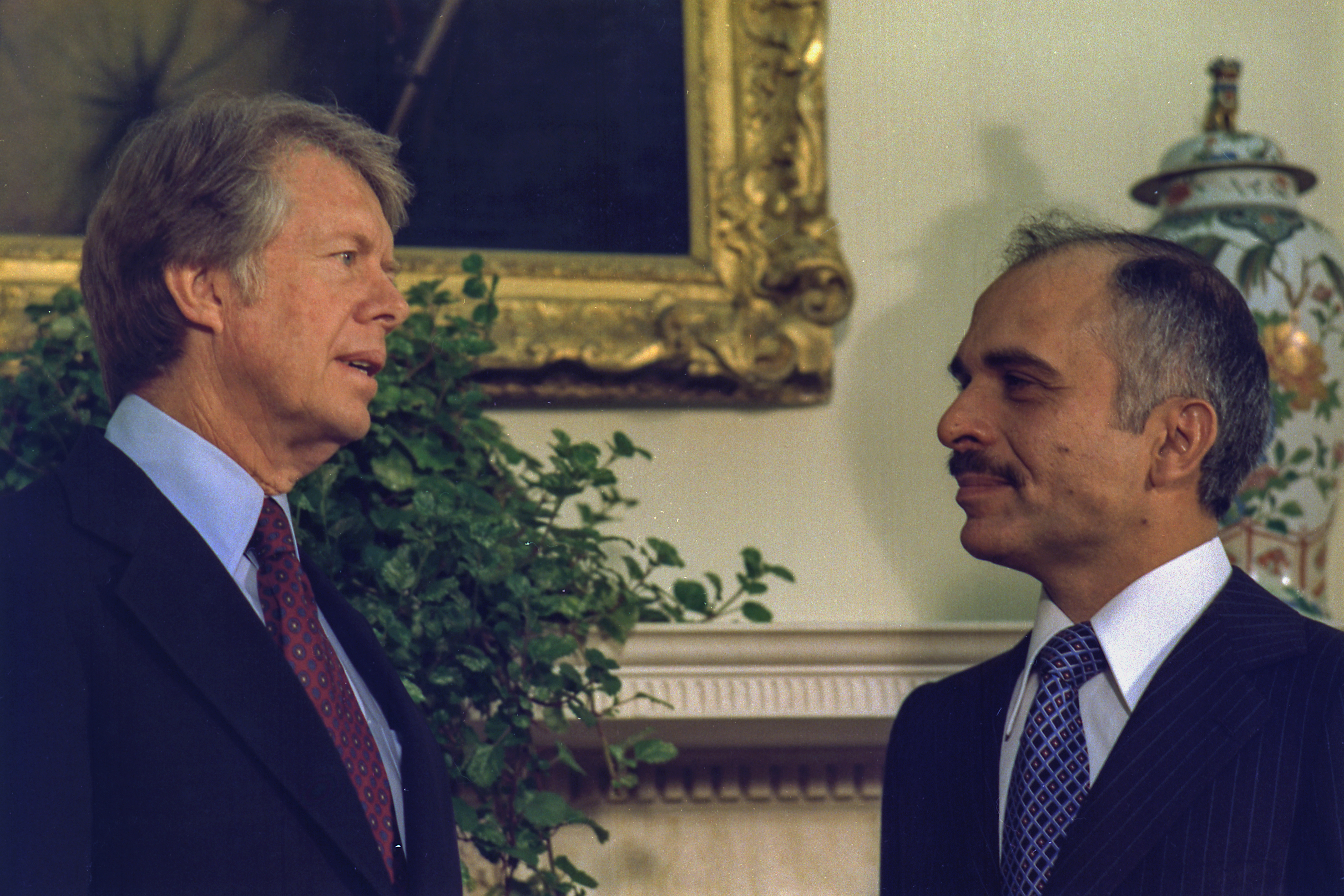
Jimmy Carter et le roi Hussein de Jordanie, le 25 avril 1977 à la Maison-Blanche.

Parmi ses efforts de réorganisation du gouvernement, Jimmy Carter divise le ministère de la Santé, de l'Éducation et de la Protection sociale en deux, le ministère de l’Éducation d'une part et le ministère de la Santé et des Affaires sociales d'autre part. Il élève également l'agence pour l'énergie au rang de ministère de l'Énergie.

#### Crises successives
La politique extérieure menée par le gouvernement de Jimmy Carter fut marquée par la crise des otages en Iran, par le traité de paix qu'il négocie entre l'Égypte et Israël connu sous le nom d’Accords de Camp David, par le traité SALT II sur la limitation des armements stratégiques négocié avec l'Union soviétique, par le traité du canal de Panama qui remet le canal sous autorité panaméenne, et enfin par la crise de l'énergie. Il a beaucoup moins de succès au niveau de la politique intérieure, en se mettant à dos à la fois son propre parti et l’opposition à cause de ce qui est perçu comme un manque de volonté de coopérer avec le Congrès, ce qui était déjà le cas lorsqu'il était gouverneur.

#### Mesures économiques
En économie, Jimmy Carter adopte des mesures de déréglementation, notamment dans les secteurs des caisses d'épargne, du transport aérien, du transport routier, du gaz naturel et des communications. Il tente de contenir les salaires, jugés responsables d'un taux d'inflation qui atteint les 10 %. Le budget de l’État est réévalué de façon à réduire les dépenses sociales et au contraire à renforcer les dépenses militaires.
Le 15 juillet 1979, Carter s'adresse à la nation entière dans un discours télévisé au cours duquel il parle de la crise de confiance dont souffrirait le peuple américain. Ces propos restent connus sous le nom de discours du « malaise », bien qu'il n'ait jamais utilisé le mot « malaise » dans son texte :
Extrait de son discours :

« Je souhaite maintenant vous parler d'une menace fondamentale qui pèse sur la démocratie de notre pays… Je ne fais pas référence à l’influence exercée par l’Amérique, une nation actuellement en paix avec le reste du monde, et dont la puissance économique et militaire est inégalée…
Cette menace est à peine perceptible par des moyens ordinaires. Il s'agit d'une crise de confiance. Il s'agit d'une crise qui frappe la volonté de notre nation en son sein même, en son âme et en son esprit. Nous percevons cette crise à cause du doute croissant que l'on porte sur la signification de nos propres vies et de la perte d'un objectif unique pour notre nation. »

Le discours de Carter, que certains comparent à un sermon, est bien accueilli car le pays s'enlise dans la pire récession depuis les années 1930, est touché par des taux d’inflation records et par le chômage. Mais ceux qui attendent que leurs dirigeants leur montrent la voie à suivre sont déçus. Deux jours après ce discours, Carter exige la démission de tous les responsables de son gouvernement, mais en fin de compte n'en accepte que cinq. Le manque de mesures concrètes destinées à sortir le pays de ce malaise fait encore chuter son indice de popularité dans les sondages.

#### Mesures environnementales
Le Président Jimmy Carter porte des actions significatives pour l'environnement : il protége des millions d'hectares en Alaska ; il lance également le programme Superfund sur le nettoyage des sites pollués ; et il encourage les Américains à une consommation de ressources plus responsable dans un contexte de choc pétrolier.

#### Politique intérieure
Parmi les présidents qui ont effectué un seul mandat complet de quatre ans, Jimmy Carter est le seul qui n’a pas eu à proposer de candidats à la Cour suprême.
En 1980, il supprime le contrôle exercé par l’État sur les tarifs et les licences dans le secteur du transport routier et livre tout le secteur à la loi du marché.

#### Politique étrangère

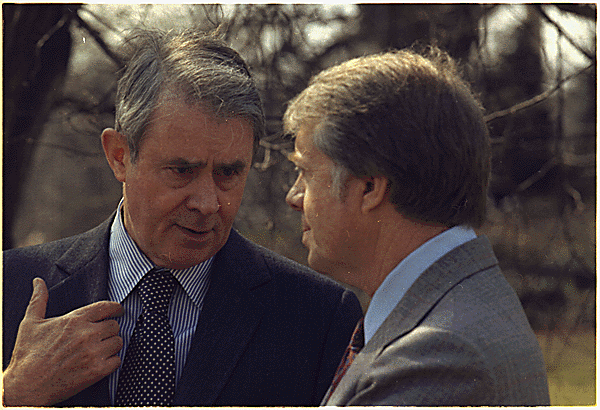
Jimmy Carter et le secrétaire d'État Cyrus Vance le 3 juillet 1977.

Jimmy Carter met les droits de l'homme au cœur de sa politique étrangère, rompant avec la politique du gouvernement Richard Nixon, fondée sur la Realpolitik. La moralpolitik nouvelle serait plus fondée sur les valeurs, comme le dialogue avec le sud et de ne pas soutenir unilatéralement des dictatures militaires au nom de l'anticommunisme. Ces principes sont mis à l'épreuve face au contexte international et aux approches contradictoires prônées par Zbigniew Brzeziński et Cyrus Vance.
Le gouvernement Carter met fin très tardivement et après beaucoup d'hésitations (l'assassinat d'un ressortissant américain par la junte somoziste) au soutien apporté par les États-Unis depuis des décennies au dictateur Somoza au Nicaragua, frappe d'un embargo sur les armes le régime militaire argentin et accorde une aide de plusieurs millions de dollars au régime sandiniste dès 1979, après sa prise de pouvoir par les armes. Il met fin au soutien apporté par les États-Unis à la dictature au Salvador après le viol et le meurtre de quatre religieuses américaines par un escadron de la mort proche du régime (le soutien sera cependant rétabli sous Ronald Reagan). Il signe le 7 septembre 1977 les traités Torrijos-Carter permettant la rétrocession du canal de Panama en 1999. En 1977, il condamne « sévèrement la junte chilienne » et regrette le rôle des États-Unis dans le renversement en 1973 de Salvador Allende.

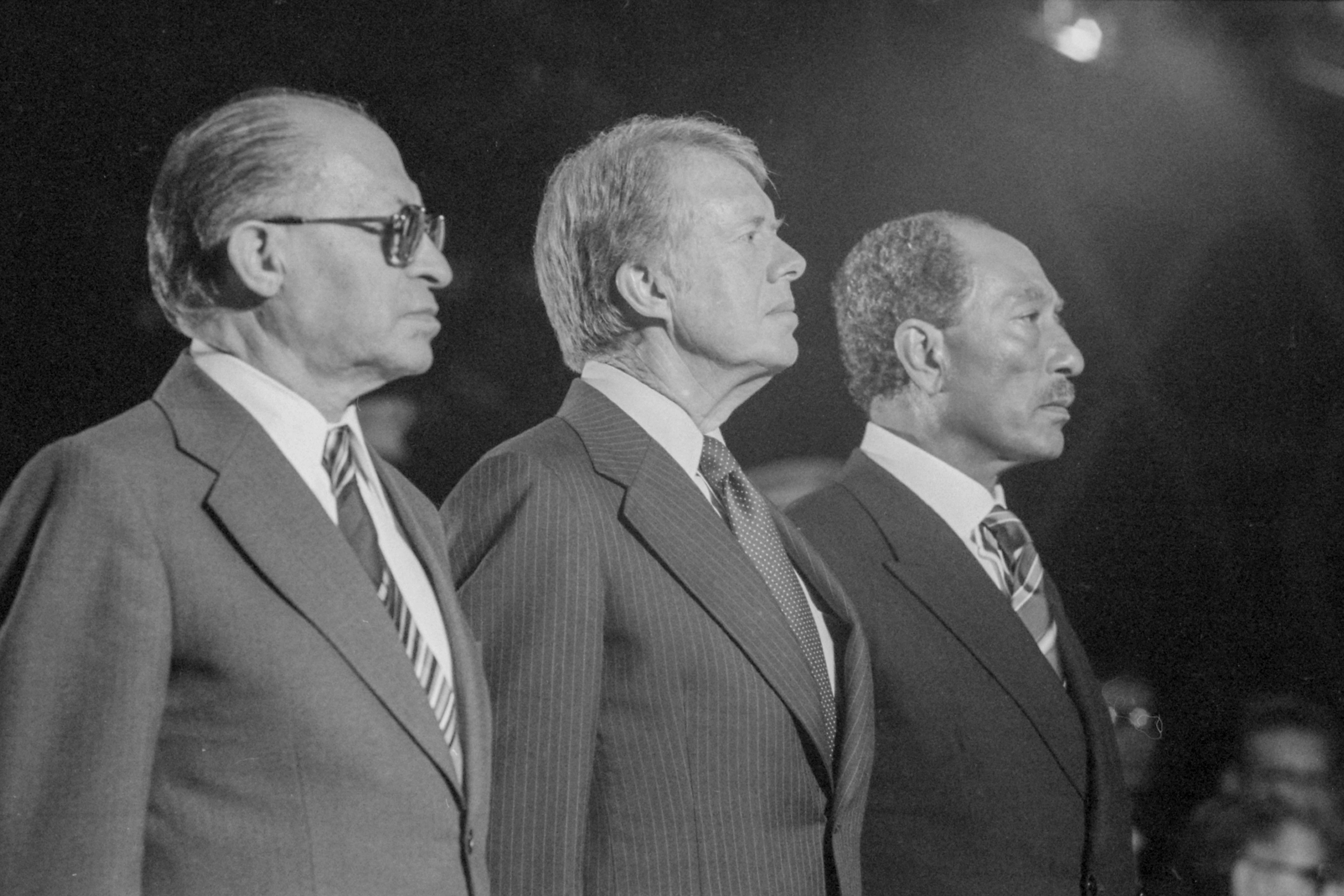
Jimmy Carter avec Menahem Begin et Anouar el-Sadate en 1978, à Camp David.

L’opposition entre les droits de l'Homme et les intérêts des États-Unis est particulièrement visible dans la relation entre Carter et le Chah d'Iran. Depuis la Seconde Guerre mondiale, le Chah est l'un des plus fidèles alliés des États-Unis et l’un des seuls gouvernements du Moyen-Orient amis des États-Unis. Le problème est que ce régime est clairement autocratique. Pendant sa campagne électorale de 1976 Jimmy Carter relève que deux pays posent le plus de problèmes en matière de respect des droits de l'homme : le Brésil et l'Iran. Devenu président il ne tarde pas à se rétracter. Lors d'un déplacement en Iran en 1977 il considère le Chah comme un dirigeant sage et de qualité. Il déclare son « amitié personnelle » pour le Chah qui, selon lui, bénéficie « de l’admiration et de l’amour de son peuple ». Tout en défendant verbalement le souverain l'administration Carter n'intervient pas lorsqu'un soulèvement populaire contre la monarchie éclate en Iran. Le Chah est renversé et contraint à l'exil. Depuis, de nombreux observateurs ont établi un lien de cause à effet entre le déclin du soutien des États-Unis et la rapide destitution du Chah ; certains, comme la journaliste Dominique Lorentz, parlent même de soutien explicite de l'administration américaine à la révolution islamique de 1979. Initialement, Carter avait l’intention de reconnaître le gouvernement révolutionnaire, mais face à l'évolution rapide de la situation, en particulier avec l'influence de plus en plus grande de l'ayatollah Khomeini, il change d'avis. En raison du renversement du chah d'Iran et de l'établissement d'une théocratie islamique, les États-Unis ont perdu beaucoup de pouvoir et d'influence au Moyen-Orient.
En 1979, Carter autorise à contrecœur Mohammad Reza Pahlavi à se réfugier aux États-Unis en tant que réfugié politique et pour raisons médicales. L'arrivée du Chah aux États-Unis a pour écho la prise en otage de 52 Américains de l'ambassade américaine à Téhéran par des militants iraniens qui réclament le retour du Chah en Iran pour qu'il y soit jugé et exécuté. Cette crise des otages en Iran s'enlise et domine l'actualité de la dernière année de la présidence de Carter, bien que plus tard le Chah ait quitté les États-Unis et soit mort en Égypte. Les tentatives ultérieures pour trouver une solution à cette crise, que ce soit le pourrissement ou la tentative avortée pour libérer les otages par l’opération Eagle Claw, contribuent largement à la défaite de Carter aux élections de 1980. Sa plus grande difficulté est d'avoir à admettre la faute commise par six présidents des États-Unis depuis 1953 dans leur soutien au régime du Chah. Carter est néanmoins partiellement réhabilité rétrospectivement dans cette crise à travers ce que l'on apprend de son action dans le film Argo : il aurait autorisé une opération top-secrète et rocambolesque - réussie - d'exfiltration de diplomates américains réfugiés dans l'ambassade du Canada. Modestement, Carter attribue néanmoins le succès de l'opération principalement aux autorités canadiennes.
Téhéran ne signe un accord que le 19 janvier 1981 pour la libération des otages, après l’élection de Ronald Reagan, et attend sa prise de fonction officielle pour laisser partir les otages. Ces derniers sont restés prisonniers pendant 444 jours et l’attitude des Iraniens est considérée comme une insulte volontaire au président Carter. Mais le nouveau président Reagan le laisse tout de même se déplacer pour accueillir les otages libérés à leur sortie d'Iran.
En juin 1979, il rencontre à Vienne Léonid Brejnev et signe avec lui le traité SALT II sur une nouvelle limitation de la course aux armements ; mais il ne donne aucune garantie quant à sa ratification par le sénat américain ; le fait est que celui-ci fait traîner les choses en longueur, cherchant de multiples prétextes, comme la prétendue découverte d'une brigade soviétique à Cuba en septembre 1979, en réalité présente dans l'île depuis la crise des missiles. Le 14 décembre 1979 est décidée la « double décision de l'OTAN » consistant, face aux SS20 soviétiques, à programmer dans les quatre ans qui suivent l'installation en Europe occidentale d'euromissiles Pershing, en cas d'échec au terme de ce délai des « négociations de Genève » avec l'URSS. Ces tergiversations auraient en Afghanistan levé les dernières hésitations du Kremlin régulièrement sollicité depuis plus de six mois par le gouvernement afghan pour une intervention. Les hésitations américaines à ratifier le traité SALT II s'expliquent aussi par le fait que la révolution iranienne a provoqué en février 1979 le démantèlement des bases américaines chargées de surveiller l'URSS, et qu'en mars 1979, une révolution pro-castriste a pris le pouvoir à la Grenade. D’après Zbigniew Brzeziński, conseiller à la sécurité nationale de Carter, la justification donnée par l'Union soviétique à son invasion de l’Afghanistan, en décembre 1979, selon laquelle elle luttait contre une ingérence secrète des États-Unis dans le pays, avait un fond de vérité : en effet, six mois avant l'entrée des troupes soviétiques en Afghanistan, Carter autorise un programme afghan à la CIA, une aide non-létale d'un demi-million de dollars aux opposants moudjahidins en Afghanistan. On s’aperçoit plus tard que ce programme, continué durant toute la durée de la guerre, a aidé à la chute de l’Union soviétique mais qu’il a aussi contribué à aider indirectement les futurs Talibans à prendre le pouvoir et, d'une manière plus générale, a favorisé l'islamisme. Le 1er octobre 1979, Carter annonce la formation de la Rapid Deployment Joint Task Force (en) (RDF, force de déploiement rapide, qui deviendra le United States Central Command en 1983).
Carter affirme que les États-Unis ne laisseraient pas une puissance étrangère contrôler le golfe Persique (doctrine Carter). Il organise une vigoureuse campagne mondiale d'appel au boycott des Jeux olympiques d'été de Moscou, campagne suivie par une quarantaine de pays. Même s'il n'y a plus de service militaire obligatoire (la conscription), Carter rétablit l'obligation d'inscription des hommes sur le Selective Service System. Néanmoins, il semble adopter un profil bas en Pologne après la naissance en août 1980 du syndicat Solidarność, estimant que la Pologne devait rester dans le pacte de Varsovie.
Il permet dans un premier temps un certain réchauffement des relations avec Cuba : suppression des restrictions de voyage à Cuba, suspension des vols espions au-dessus du territoire cubain, accords sur les zones de pêche, etc. L’embargo est cependant maintenu. Pourtant, la proximité entre Cuba et le Nicaragua sandiniste le conduit à durcir ses positions, par crainte de voir s'étendre les révolutions en Amérique centrale[réf. nécessaire].

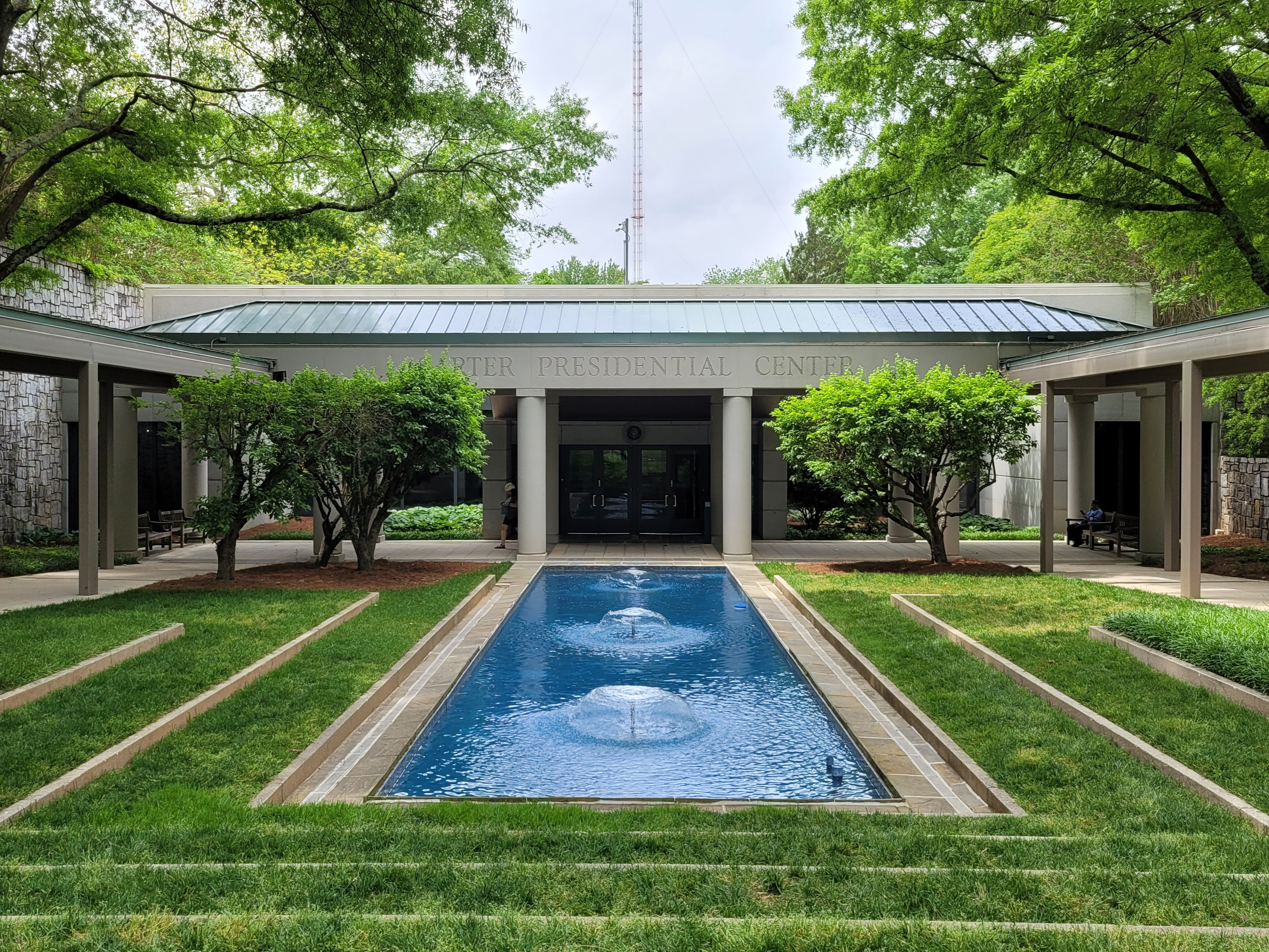
Bibliothèque et Musée Jimmy Carter

Il mène une politique pro-israélienne et destitue Andrew Young de sa fonction d'ambassadeur des États-Unis aux Nations unies, lui reprochant d'avoir rencontré des représentants de l'Organisation de libération de la Palestine (OLP). À l'ONU, les États-Unis opposent leur veto aux résolutions africaines visant à imposer un embargo total sur les livraisons d'armes au régime ségrégationniste sud-africain. Il refuse de reconnaître le gouvernement angolais issu du Mouvement populaire de libération de l'Angola (MPLA), mouvement d'inspiration marxiste qui avait mené la lutte pour l'indépendance du pays.

#### Observation d'un ovni
En 1969, Jimmy Carter affirme avoir vu un objet volant non identifié et, à la suite de la demande du International UFO Bureau (Bureau international des ovnis), a rempli un formulaire d'observation en 1973 alors qu'il était gouverneur de la Géorgie. L'observation de Jimmy Carter a été par la suite attaquée par le sceptique Robert Sheaffer, membre du Committee for Skeptical Inquiry : d'après ce dernier, l'observation pourrait s'expliquer par une méprise avec la planète Vénus entourée d'un halo. Cependant, cette interprétation ne permet pas d'expliquer la totalité de l'observation, en particulier lorsqu'on considère les variations de tailles et de positions. Son immobilité suivie d'une évolution rapide vers l'ouest ne peuvent en aucun cas correspondre aux signatures d'une planète ou d'une étoile. Jimmy Carter compare, par ailleurs, la taille de l'objet à la taille de la Lune avant de subir une diminution puis de retrouver une taille plus importante.
Certains ont prétendu que lors de sa campagne présidentielle, il aurait promis de faire éclater la vérité sur tout témoignage concernant les ovnis que l'on tenterait de cacher. Lors d'un entretien accordé en 2007 au podcast The Skeptics' Guide to the Universe, il a affirmé qu'il n'y avait aucun fondement à cette rumeur. De plus, contrairement à ce que certains ufologues ont affirmé, il n'a jamais demandé au directeur de la CIA, George H. W. Bush, à avoir accès aux dossiers de la CIA concernant les ovnis. Toujours dans cet entretien, il affirme ne pas croire que l'objet de son observation ait été en rapport avec des visiteurs d'origine extraterrestre et affirme clairement ne pas croire que des extraterrestres visitent notre planète à l'heure actuelle. Il explique de plus que pour lui le sujet ovni n'est pas très important, qu'il a rempli sans vraiment y penser les trois pages du formulaire du Bureau international des ovnis, probablement à la suite de la suggestion d'un de ses fils alors adolescent.

#### Controverses et affaires médiatiques
Certains membres de la campagne Reagan-Bush et de son gouvernement (et particulièrement Barbara Honegger (en), auteur de October Surprise), ainsi que le président de l'Iran en 1980 (Abolhassan Bani Sadr, auteur de My Turn to Speak: Iran, the Revolution and Secret Deals With the U.S.), ont déclaré qu'un arrangement secret entre Reagan et les Iraniens (orchestré par George H. W. Bush) était responsable de la destruction d'un pacte qui liait le gouvernement Carter et le gouvernement iranien, qui aurait pu permettre la libération des otages en octobre 1980. L'équipe de Reagan appelait ce scénario « Surprise d'octobre ». Des sources anonymes prétendent même que lorsque les États-Unis s’engagèrent dans ce qui devint le scandale Iran-Contra (Irangate), c’est-à-dire la vente d’armes à l’Iran pour faire la guerre à l'Irak, ce fut à cause d’un chantage exercé par les Iraniens qui menaçaient de dévoiler l’accord avec le gouvernement Reagan. On note qu'aucune de ces accusations n'a été prouvée ou n'a été l'objet d'une enquête officielle.
En 1977, Carter déclare que les États-Unis n’ont pas à présenter d'excuse au peuple vietnamien pour les dégâts causés pendant la guerre, car les deux camps se sont mutuellement infligés des dommages.
On accusa Carter d'avoir cherché à étouffer les événements de Three Mile Island, la fusion partielle du réacteur dans cette centrale nucléaire. On lui reprocha également de ne pas avoir promu suffisamment sa politique étrangère fondée sur le respect des Droits de l'homme et en particulier en ce qui concerne le soutien au gouvernement indonésien alors même que celui-ci était impliqué par un génocide pendant son occupation du Timor oriental. On releva aussi qu'il se montra très discret sur la situation des droits de l'homme en Chine, en laquelle il voyait un allié précieux dans son combat contre l'Union soviétique. Le reproche le plus étendu est l'incohérence d'une politique étrangère qu'il modifiait tous les six mois. Il ne savait pas choisir entre les influences contradictoires de son secrétaire d'État, porté au dialogue avec l'URSS, Cyrus Vance, et de son conseiller antisoviétique, Zbigniew Brzeziński.
En 1979, alors que Carter était en train de pêcher sur sa barque dans son étang, un lapin des marais a nagé vers son embarcation avec l'intention d'y monter. Carter évacua l'animal en agitant sa rame. L'incident ayant été pris en photo, il en devint un objet d'hilarité contre Carter accusé de couardise envers un animal apparemment inoffensif. Les médias surnomment cet épisode « l'attaque du lapin tueur ».

#### Défaite à l'élection présidentielle de 1980

Résultats par État de l'élection présidentielle de 1980.

En 1980, Jimmy Carter brigue un second mandat de président des États-Unis. Lors des primaires présidentielles démocrates (en), il l'emporte avec seulement 51 % des suffrages exprimés, après avoir été mis en difficulté par le sénateur du Massachusetts Ted Kennedy. Depuis 1940, c'est la première fois qu'un président sortant est à ce point mis en ballottage pour la nomination par son parti. Durant la campagne présidentielle, il est opposé au républicain Ronald Reagan, ancien gouverneur de Californie, après le refus de Gerald Ford de se représenter. Le président sortant s'oppose à la tenue de deux débats, affrontant Reagan lors d'un unique duel, au cours duquel il est déstabilisé sur la crise des otages américains en Iran et la question de la non-prolifération des armes nucléaires.
Le 4 novembre 1980, Ronald Reagan est élu avec 50,7 % des suffrages et 489 grands électeurs, contre 41 % et 49 grands électeurs pour Jimmy Carter. Ce scrutin est marqué par le ralliement d'électeurs du Sud vers le Parti républicain ainsi que par le vote d'électeurs modérés du Parti démocrate pour le ticket républicain. Par ailleurs, les républicains reprennent la majorité au Sénat pour la première fois depuis 1952.

## Après la Maison-Blanche

### Fondation Carter

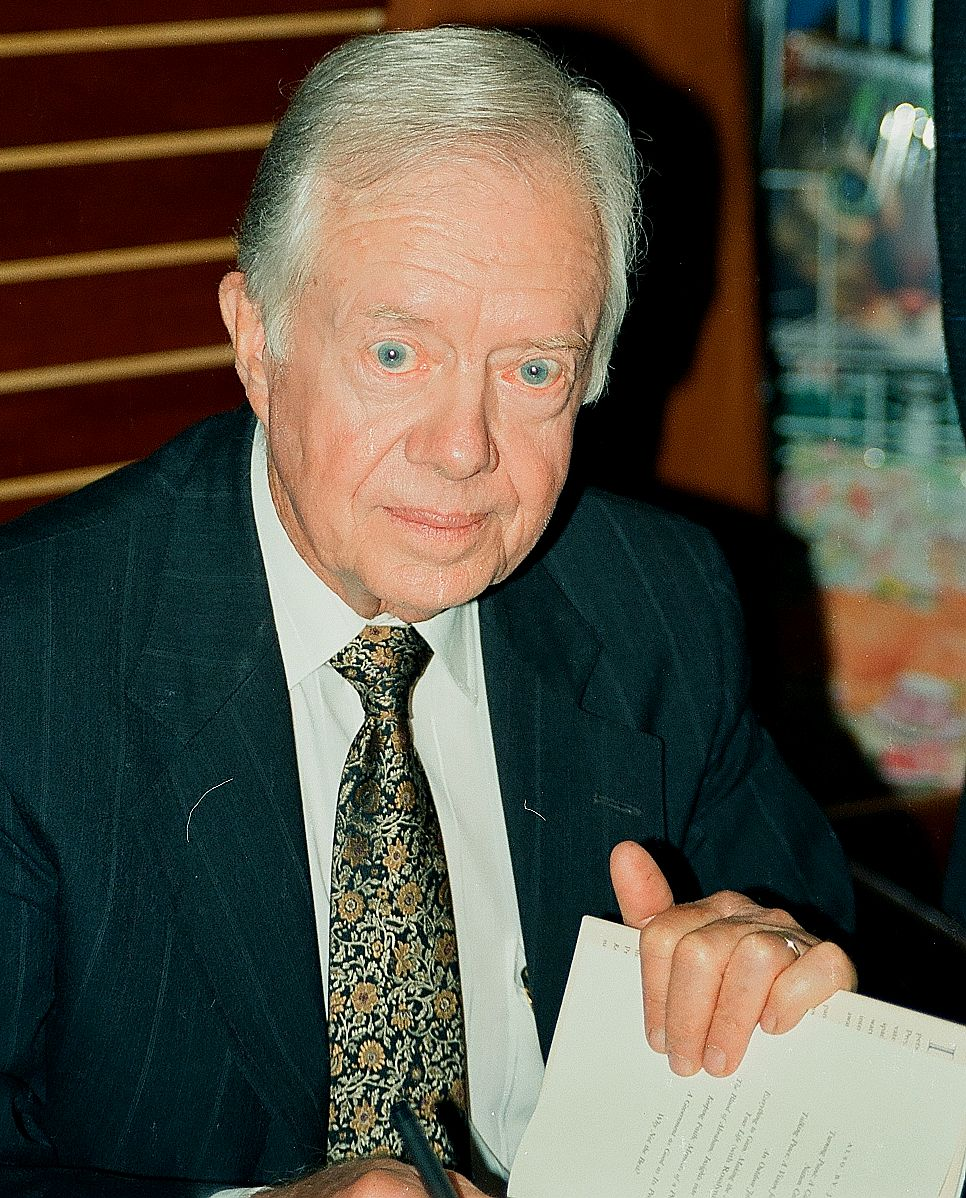
Jimmy Carter en 1995.

Après sa défaite à l'élection présidentielle de 1980, Jimmy Carter n'aspire pas à une retraite publique : il reste impliqué dans les affaires du monde. En 1982, il fonde, à Atlanta, la Fondation Carter, qui se donne pour mission la résolution des conflits, la promotion de la démocratie ou encore l'aide au développement humanitaire.
Dans ce cadre, Jimmy Carter mène des missions d'observation des élections à travers le monde (Panama, Nicaragua, Haïti, Éthiopie, Indonésie, les territoires palestiniens…). L'ancien président se fait médiateur dans de nombreux conflits. En 1994, il désamorce une crise nucléaire entre son pays et la Corée du Nord. La même année, il évite une invasion armée des troupes américaines en Haïti et négocie un cessez-le-feu en Bosnie-Herzégovine. En Afrique, il mène d'ambitieux programmes de développement avec notamment l'éradication du dangereux ver de Guinée. En 2002, Jimmy Carter effectue une visite historique à Cuba, durant laquelle il s'exprime ouvertement sur la télévision d'État à propos des carences du gouvernement cubain dans le domaine des droits de l'homme, mais se prononce également en faveur d'une levée du blocus économique de l'île.
Ses actions sont récompensées en 2002 par le prix Nobel de la paix, qui lui est décerné « pour ses efforts infatigables en faveur d'une résolution pacifique des conflits internationaux, de la démocratie, des droits de l'homme et du développement économique et social ».
À partir de 2007, il fait partie du groupe des Global Elders, créé par Nelson Mandela afin de promouvoir la paix et les droits de l'homme dans le monde.

### Critique de G.W. Bush et d'Israël
L'action de Jimmy Carter sur le plan international suscite des réactions diverses dans son pays. En particulier, il a condamné les deux guerres lancées contre l'Irak en 1991 et 2003 et il s'avère être l'un des auteurs de critiques les plus constants de l'administration George W. Bush. En 2007, il déclare notamment que les États-Unis « utilisent la torture » et qu'à ce sujet, George W. Bush ment.

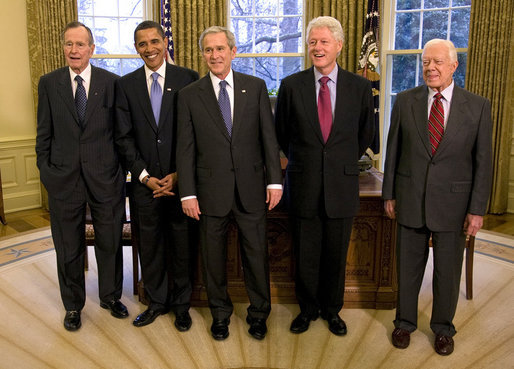
Rencontre à la Maison-Blanche le 8 janvier 2009 entre tous les présidents des États-Unis encore vivants : George H. W. Bush, Barack Obama, George W. Bush, Bill Clinton et Jimmy Carter.

En 2006, il affirme dans son livre Palestine : la paix, pas l'apartheid qu'Israël est un « État d'apartheid », estimant que ce terme se justifie par « les barrières grillagées, les détecteurs électriques et les blocs de béton installés par les autorités israéliennes le long de la frontière avec la Cisjordanie ». Il estime également que la critique d'Israël est devenue quasiment impossible aux États-Unis, déclarant qu'« il y a dans ce pays une formidable intimidation qui réduit nos concitoyens au silence », un silence selon lui observé par les « individus ou personnes candidates à des fonctions électives mais aussi par les médias d'information ». Il est attaqué par la presse américaine pour ces déclarations. Le New York Post estime que « de président raté, il est devenu un ami des tyrans de gauche, détracteur global de tout ce qui peut représenter les intérêts légitimes de l’Amérique ». L'Anti-Defamation League fait publier des annonces dans différents journaux accusant l'ancien président d’être antisémite. Plusieurs dirigeants du Parti démocrate, tels que Howard Dean (président du parti) et Nancy Pelosi (présidente de la Chambre des représentants), prennent alors leurs distances avec Carter.
Le 8 janvier 2009, à l'invitation du président en exercice, George W. Bush, il participe à un déjeuner à la Maison-Blanche réunissant tous les présidents des États-Unis encore vivants : George H. W. Bush, Barack Obama (alors président élu mais non encore en fonction), George W. Bush et Bill Clinton.

### Longévité et dernières années de sa vie

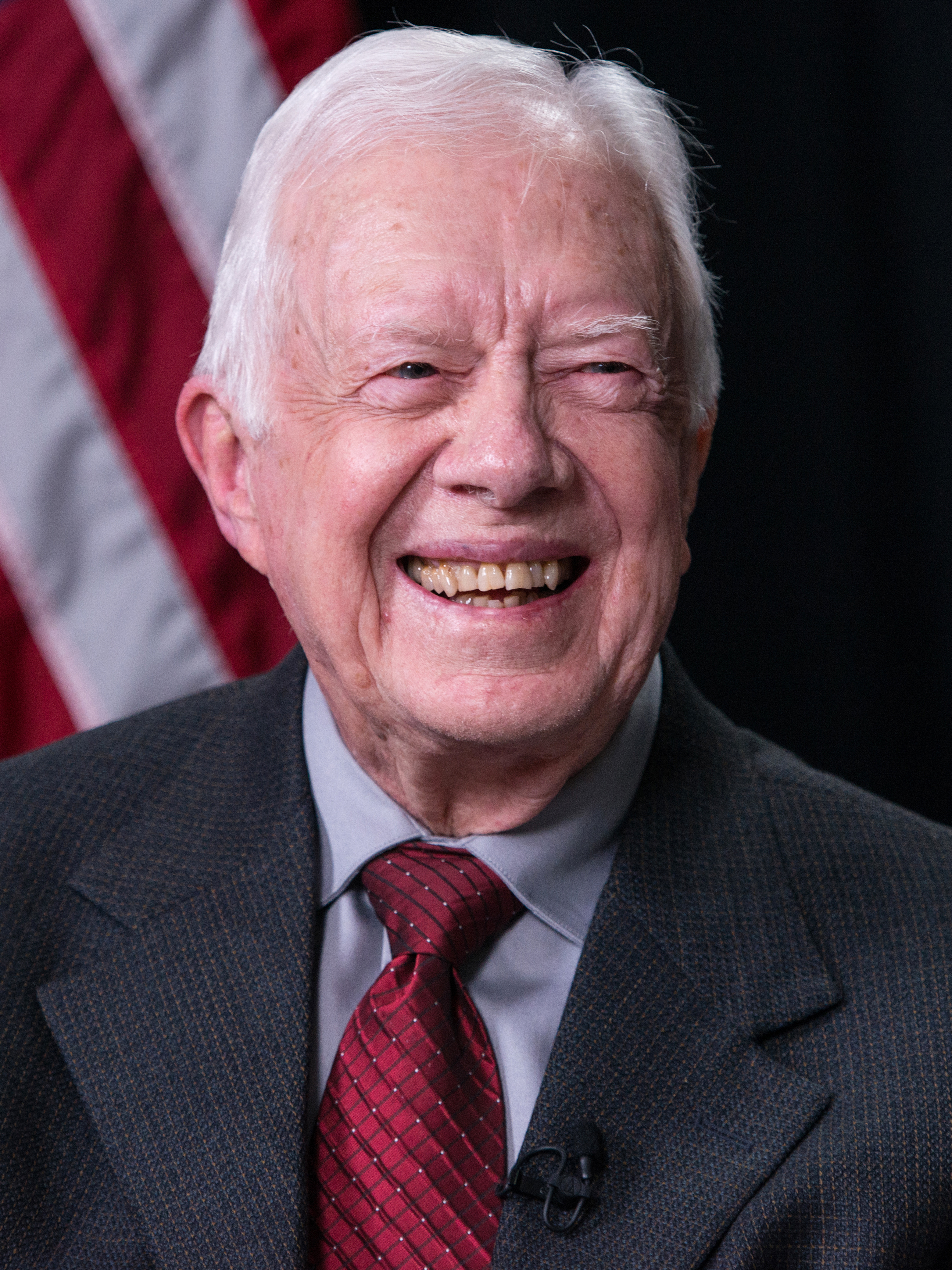
Jimmy Carter en 2014.

En 2012, Jimmy Carter devient le président à avoir vécu le plus longtemps après son départ du pouvoir, dépassant Herbert Hoover, mort 31 ans et sept mois après avoir quitté la Maison-Blanche. Avec 43 ans, 344 jours de retraite, il est, à l'âge de 100 ans, 90 jours, le président américain ayant vécu le plus longtemps, ayant dépassé George H. W. Bush, mort à 94 ans et 171 jours. Après le décès de Mikhaïl Gorbatchev en 2022, il était le dernier dirigeant d'un des « deux Grands » de la guerre froide encore en vie. Le 1er octobre 2024, Jimmy Carter fête ses 100 ans.
En août 2024, après le désistement du président sortant Joe Biden au profit de sa vice-présidente Kamala Harris, l'entourage de Jimmy Carter indique que celui-ci souhaite vivre suffisamment longtemps afin de voter pour la nouvelle candidate démocrate à l'élection présidentielle de novembre, qui sera opposée à l'ancien président républicain Donald Trump. C'est ainsi que le 16 octobre 2024, il vote par correspondance pour Kamala Harris.

### Mort et funérailles

#### Contexte
Jimmy Carter meurt à son domicile de Plains le 29 décembre 2024, entouré des siens, à l'âge de 100 ans, 2 mois et  28 jours,,.

#### Réactions et hommages
Après sa mort, les drapeaux sont mis en berne pendant trente jours sur les bâtiments publics, les installations militaires et les représentations diplomatiques américaines à l'étranger. L'Empire State Building est illuminé en sa mémoire. Le 30 décembre, les installations des forces armées des États-Unis et les navires en mer tirent en son hommage des salves d'artillerie continues à intervalles de 30 minutes, conformément à la réglementation militaire en vigueur après le décès d'un ancien président,. Un moment de silence est observé au Conseil de sécurité des Nations unies le même jour. Joe Biden décrète le 9 janvier 2025 jour de deuil national. Président élu, Donald Trump rend hommage à Jimmy Carter mais déplore le fait que les drapeaux soient toujours en berne pour sa cérémonie d'investiture prévue le 20 janvier, une situation inédite dans l'histoire du pays ; finalement, les drapeaux sont hissés lors de son Inauguration Day,,.
Aux États-Unis, les réactions et hommages affluent. Le président Joe Biden le qualifie d'« homme de principes, de foi et d'humilité ». Donald Trump déclare que Carter « a fait tout ce qui était en son pouvoir pour améliorer la vie de tous les Américains ». Les anciens présidents Barack Obama, George W. Bush et Bill Clinton saluent également son héritage,. À l’international, Emmanuel Macron, Xi Jinping, Justin Trudeau, Abdel Fattah al-Sissi, Luiz Inácio Lula da Silva, Keir Starmer, Olaf Scholz, Shigeru Ishiba, Narendra Modi, Volodymyr Zelensky, le pape François, le 14e dalaï-lama, Mohammed VI et Charles III, parmi d'autres, expriment leurs condoléances,,,,.
La presse américaine et internationale salue un « humaniste » à la présidence jugée « incomprise », marquée par des défis politiques et économiques considérables,,. Élu en 1976 après le scandale du Watergate et la démission de Richard Nixon, Carter incarne auprès des Américains une rupture avec les pratiques politiques de Washington,. Selon El País, ses qualités personnelles – intelligence, honnêteté et pragmatisme – n'ont pas suffi à maintenir le soutien populaire pour assurer sa réélection en 1980,. Le Standaard le décrit comme le « plus sous-estimé des 46 présidents » tandis que The New York Times le cite comme « l’un des plus grands ex-présidents américains ». Le Monde présente Carter comme un défenseur « infatigable » de la paix, de la santé et des droits des femmes,.

#### Funérailles
Le 4 janvier 2025, la dépouille de Jimmy Carter quitte le centre médical Phoebe Sumter d’Americus, en Géorgie, pour être transportée à Atlanta. Le cortège s’arrête d’abord au parc historique national Jimmy Carter, à Plains, avant de se rendre à son domicile d’enfance à Archery. À Atlanta, ensuite, son service en tant que gouverneur de Géorgie est célébré au Capitole de l’État par une minute de silence et un salut de la patrouille de l’État,,. La dépouille de l'ancien président est après transportée au Carter Center, où une cérémonie solennelle a lieu, en présence des proches du défunt. Carter y repose du 4 au 7 janvier.

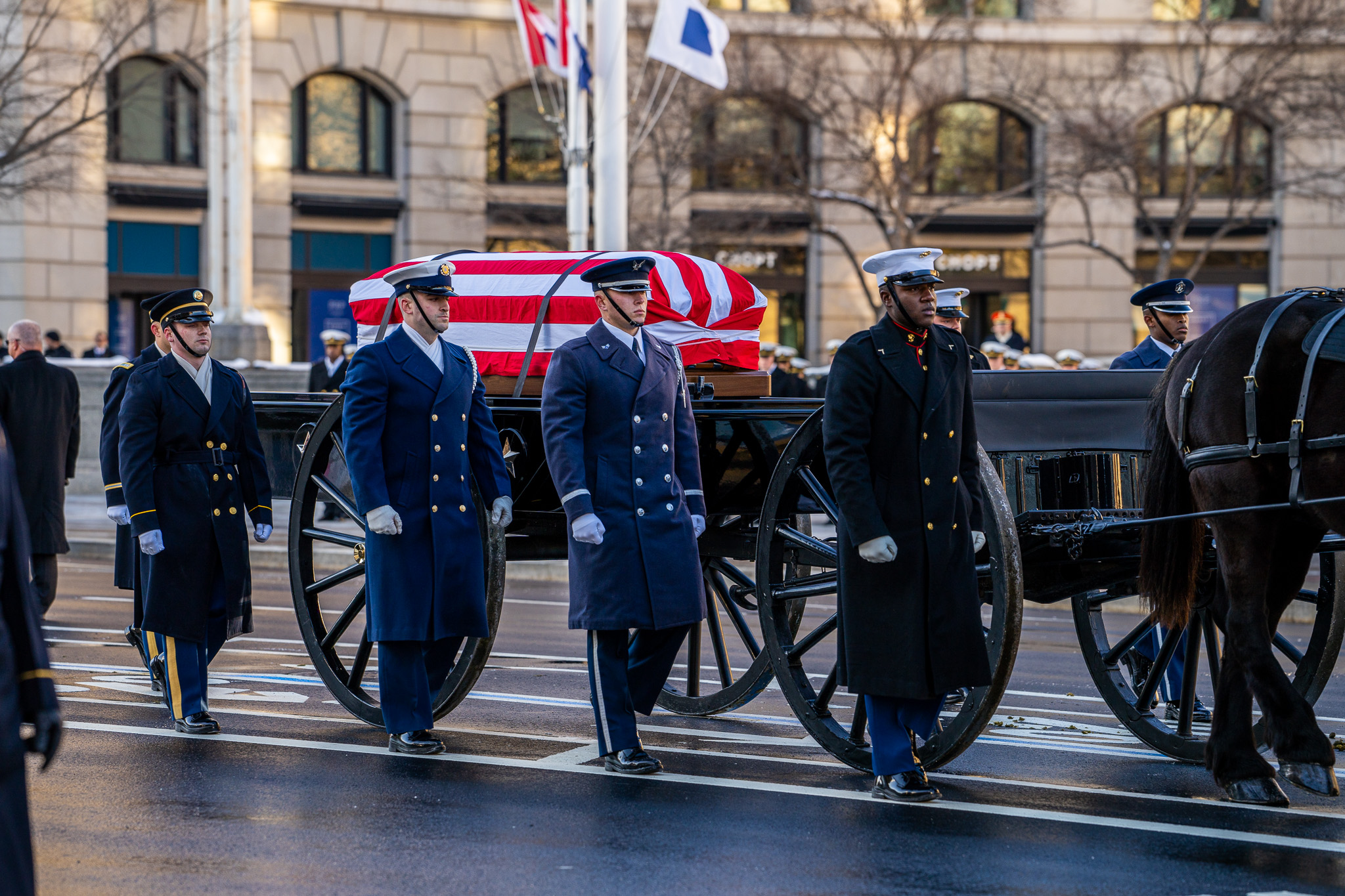
Procession du cercueil de Jimmy Carter vers le Capitole des États-Unis.

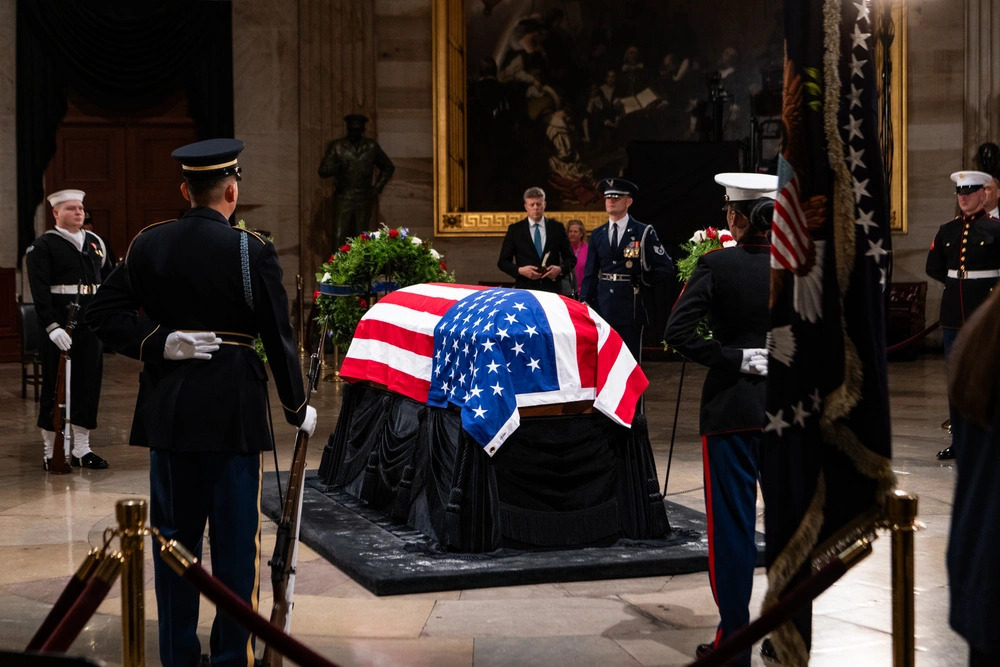
Cercueil de Jimmy Carter exposé dans la rotonde du Capitole des États-Unis.

Le 7 janvier, la dépouille de Carter est transportée jusqu’à la base conjointe d’Andrews, dans le Maryland. À son arrivée, une salve de 21 coups de canon est tirée, et Hail to the Chief  est joué. Le cortège se dirige ensuite vers le mémorial de la marine des États-Unis, où une nouvelle cérémonie est organisée, marquée par des hommages militaires. Le cercueil est escorté jusqu’au Capitole des États-Unis, empruntant l’itinéraire du défilé inaugural de Carter en 1977. À son arrivée, une salve supplémentaire de 21 coups de canon retentit. Une cérémonie, en présence de la vice-présidente Kamala Harris, de membres du Congrès, de gouverneurs et de représentants du Cabinet, honore Carter. Son cercueil repose sur le catafalque de Lincoln du 7 au 9 janvier.
Une cérémonie de funérailles nationales à la cathédrale nationale de Washington a lieu le 9 janvier 2025, en présence des quatre anciens présidents américains encore en vie et leurs épouses, à l’exception de Michelle Obama. La vice-présidente Kamala Harris ainsi que ses prédécesseurs Dan Quayle, Al Gore et Mike Pence sont également présents,. Le président Joe Biden prononce l'éloge funèbre. Parmi les dignitaires étrangers, Antonio Guterres, Justin Trudeau, Marcelo Rebelo de Sousa, Edward, duc d'Édimbourg, Gordon Brown, Yoshihide Suga et Juan Manuel Santos ont fait le déplacement. Les départements et agences exécutifs du gouvernement fédéral sont fermés le même jour en l'honneur du 39e président des États-Unis. Les principales bourses financières des États-Unis, y compris la Bourse de New York et le NASDAQ, suspendent leurs activités pendant la durée du jour de deuil national.

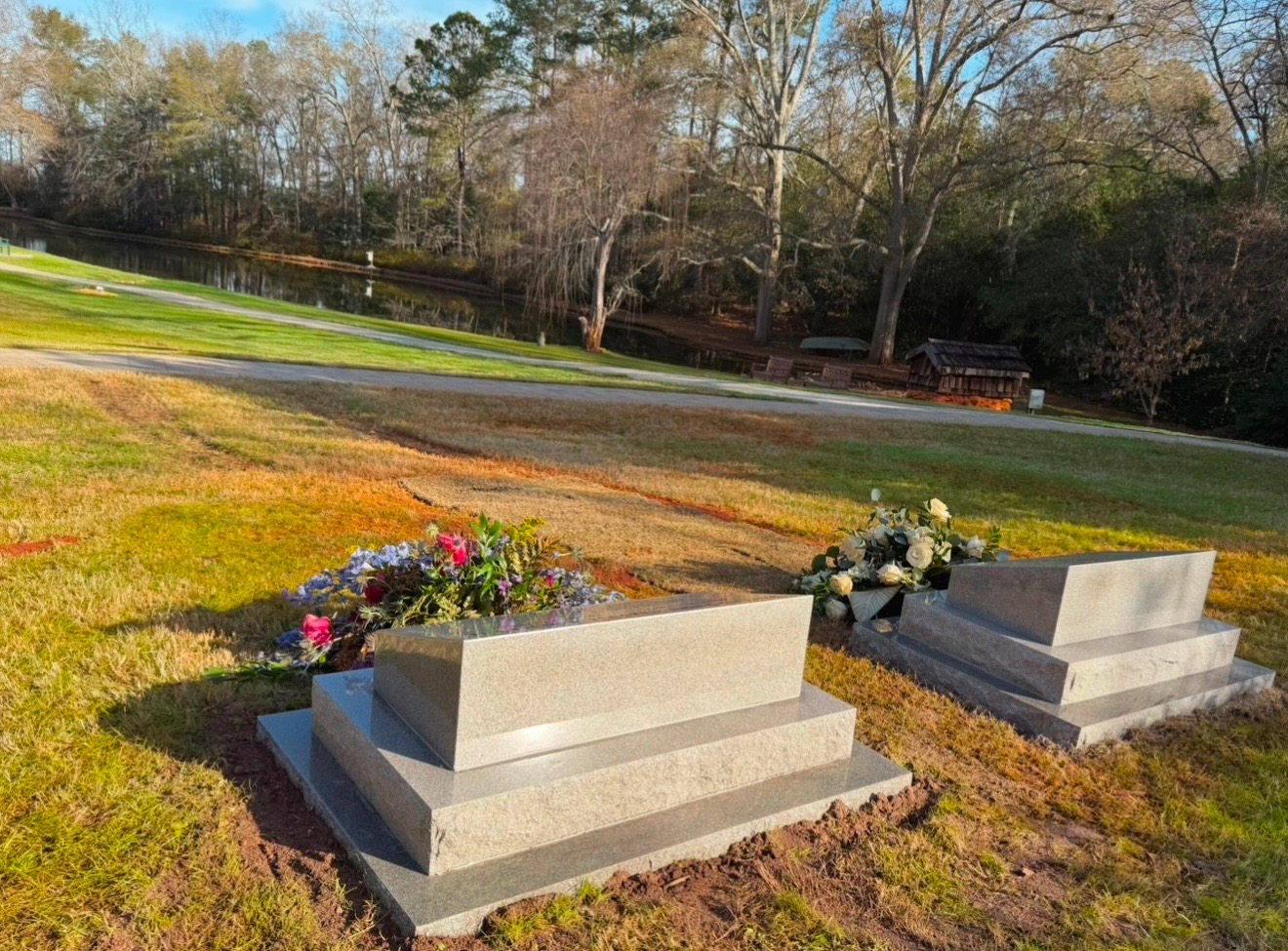
Sépulture de Jimmy et Rosalynn Carter près de leurs domicile de Plains.

Après les funérailles à Washington, D.C., la dépouille de Carter est conduite à la base conjointe d’Andrews et ramenée en Géorgie pour un service funéraire privé à l’Église baptiste Maranatha de Plains. Un enterrement privé vient clore six jours d'hommages.

## Postérité
Le 8 avril 1998, le secrétaire à la Marine des États-Unis John H. Dalton, annonce que le dernier des trois sous-marins de la classe Seawolf, la classe de sous-marins nucléaires alors la plus récente de l’US Navy, prendra le nom de l'ancien président James Earl Carter, Jr., le seul président des États-Unis à avoir servi dans les sous-marins. Le USS Jimmy Carter (SSN-23) est en service depuis 2005.
En 2002, une espèce de poisson a reçu un nom scientifique en son honneur, le dard de pâturin (Etheostoma jimmycarter), en raison de son leadership environnemental et de ses réalisations dans le domaine de la nature sauvage.
En février 2023, l’Académie navale des États-Unis a changé le nom de son bâtiment d’ingénierie de Maury Hall à Carter Hall en l’honneur de l’ancien président et diplômé de l’Académie navale,.
En Inde, le village de Carterpuri (en) est nommé ainsi en hommage à Jimmy Carter. Nom qui a été attribué en 1978 par le premier ministre indien de l'époque, Morarji Desai à l'occasion d'une visite dans ce village avec le président américain éponyme.

## Documentaires
- Man from Plains, réalisé par Jonathan Demme en 2007, suit l'ancien président dans sa tournée promotionnelle du livre Palestine : la paix, pas l'apartheid[102].
- Back Door Channels: The Price of Peace (2009) réalisé par Harry Hunkele[103].
- Jimmy Carter - Le président rock'n'roll, réalisé par Mary Wharton (2020)[104].
- Carterland (2021) réalisé par Jim et Will Pattiz[103].

## Dans la fiction
- 1993 : Dans l'épisode 21 de la saison 4 des Simpson, une statue a son effigie est déboulonnée et vandalisée au moment même de son inauguration.
- 2012 : Son mandat est abordé dans sa dimension internationale dans le film Argo qui reconstitue la crise des otages américains détenus en Iran de 1979 à 1981.
- 2021 : Reagan de Sean McNamara, interprété par Skip Schwink.